# Willy William
Willey William (n. 14 aprilie 1981, Frejus, Franța) este un DJ franco-jamaican, producător muzical, cântăreț, compozitor și artist faimos pentru remix-urile lui și colaborările cu dansatori și muzicieni. Printre artiștii cu care a colaborat se numără Major Lazer, Inna sau Daddy Yankee.
A intrat pe piață în 2003 împreună cu DJ Flex prin hit-ul B Boyz Shake da Body și în 2004 ca producător al Tragedie folosind pseudonimul „Lord William”. Mai târziu aderă la colectivul francez de muzică Collectif Métissé, de asemenea continuând să-și producă propriile materiale.

## Discografie

### Solo-uri
| An   | Cântec      | Poziție | Poziție  | Poziție | Poziție | Certificări |
| An   | Cântec      | FR      | BEL (Wa) | ITA     | ISR     | Certificări |
| ---- | ----------- | ------- | -------- | ------- | ------- | ----------- |
| 2016 | "Te quiero" | 24      | 70       | —       | —       |             |
| 2016 | "Ego "      | 12      | 3        | 18      | 1       | FIMI: Gold  |

Prezentat în
| An   | Cântec                                                                         | Poziții de vârf | Poziții de vârf | Album                                               |
| An   | Cântec                                                                         | FR              | BEL (Wa)        | Album                                               |
| ---- | ------------------------------------------------------------------------------ | --------------- | --------------- | --------------------------------------------------- |
| 2011 | "Baila" (feat. Lylloo)                                                         | —               | —               |                                                     |
| 2012 | "C Show" (Les Jumo feat. Willy William & Vybrate)                              | —               | —               | Les Jumo album Cartes sur table                     |
| 2013 | "Je n'ai pas eu le temps" (Ridsa feat. Willy William & Ryan Stevenson)         | 76              | —               | De la Ridsa EP Es tu fiesta featuring Willy William |
| 2013 | "Li tourner" (DJ Assad feat. Alain Ramanisum & Willy William)                  | 12              | —               |                                                     |
| 2014 | "Alalila (Le Sega)" (DJ Assad feat. Denis Azor, Mario Ramsamy & Willy William) | 76              | —               |                                                     |
| 2014 | "L'Italienne" (Les Jumo feat. Willy William și Frédéric François)              | —               | —               |                                                     |
| 2015 | "Englishman in New York" (Cris Cab feat. Tefa & Moox, Willy William)           | 41              | —               |                                                     |
| 2017 | "Mi Gente" (J Balvin feat. Willy William)                                      |                 |                 |                                                     |

Altele
(selectiv)
- 2010: "Playground" (DJ Assad feat. Big Ali & Willy William)
- 2011: "Si t'es chaud" (Edalam feat. Willy William)
- 2011: "Hula Hoop (Willy William & Lylloo)
- 2011: "I'm Free" (Alan Pride feat. Willy William)
- 2013: Es tu fiesta EP (Ridsa feat. Willy William) -- Pistă: 1. "Es tu fiesta" (Radio Edit) 2. "Es tu fiesta (Club Edit) 3. "Je n'ai pas eu le temps" (Reggaeton Radio Remix) 4. "Je n'ai pas eu le temps" (Extended Reggeaton Remix) 5. "Je n'ai pas eu le temps" (Original Pop Rock Version)
- 2013: "C'est l'été" (Keen'V feat. Willy William) în albumul Ange ou démon
- 2014: "La demoiselle" (Miky Uno feat. Willy William)
- 2015: "Le bordel" (Miky Uno feat. Willy William)
- 2017: "Mi Gente" (J Balvin feat. Willy William)